# BBB Jong
BBB Jong is een Nederlandse politieke jongerenorganisatie (PJO), opgericht op 29 april 2023. BBB Jong is verbonden aan de politieke partij BoerBurgerBeweging (BBB). BBB Jong heeft een platte organisatie met provinciale afdelingen, ook heeft BBB Jong een landelijk bestuur bestaande uit 5 bestuursleden.  
Onder leiding van de eerste voorzitter Jurre Boers uit Vriezenveen is de afdeling in Doornspijk (Gld.) gelanceerd in bijzijn van Caroline van der Plas.

## Visie BBB Jong
Als jongerentak van de BoerBurgerBeweging streeft BBB Jong ernaar jongeren actief te betrekken bij politieke besluitvorming en hen een stem te geven in kwesties die hun toekomst beïnvloeden. Kernwaarden zoals noaberschap, de gulden regel, authenticiteit en professionaliteit vormen de grondslag van deze aanpak. Ze willen een veilige omgeving creëren waarin jongeren zich kunnen ontwikkelen, fouten mogen maken en kansen krijgen om door te groeien binnen de organisatie. Transparantie, openheid en gelijkheid zijn essentieel in hun benadering, waarbij ze streven naar een hechte gemeenschap waarin iedereen zijn verhaal kan vertellen en saamhorigheid voorop staat. Met een positieve en open houding willen ze een brug slaan tussen jongeren en de politiek, tussen stad en platteland en tussen boer en burger, waarbij ze streven naar effectieve oplossingen voor de toekomst. 